# Friedrich Krug (musiker)
Friedrich Krug, född 1812 i Kassel, död 1892, var en tysk tonsättare och sångare. 
Krug blev musikdirektör vid hovteatern i Karlsruhe 1850. Han komponerade sånger och operor. 